# Taylor Teagarden
Taylor Hill Teagarden, född den 21 december 1983 i Dallas i Texas, är en amerikansk före detta professionell basebollspelare som spelade åtta säsonger i Major League Baseball (MLB) 2008–2015. Teagarden var catcher.
Teagarden tog brons för USA vid olympiska sommarspelen 2008 i Peking.

## Karriär

### College
Teagarden draftades av Chicago Cubs 2002 som 663:e spelare totalt direkt från high school, men han valde att inte skriva på för klubben utan studera vid University of Texas at Austin i stället.

### Major League Baseball

#### Texas Rangers

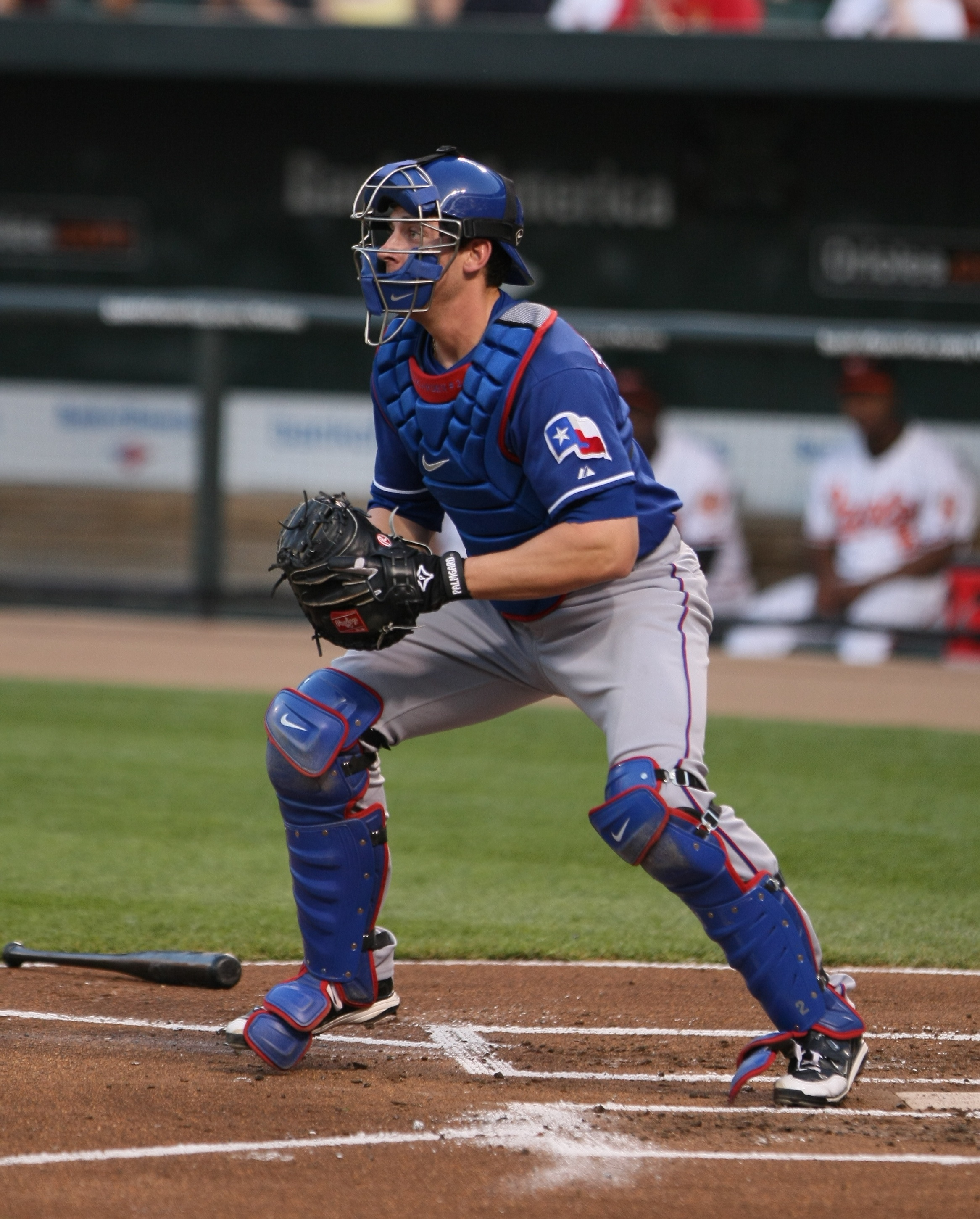
Teagarden i Texas Rangers dräkt 2009.

Teagarden draftades för andra gången av Texas Rangers 2005 som 99:e spelare totalt och redan samma år gjorde han proffsdebut i Rangers farmarklubbssystem. Efter tre och en halv säsong i farmarligorna debuterade Teagarden i MLB den 18 juli 2008.
Teagarden spelade för Rangers till och med 2011. Den enda säsong som han fick någon speltid att tala om var 2009, då han spelade 60 matcher. Han slog då sex homeruns och hade 24 RBI:s (inslagna poäng), men hans slaggenomsnitt var bara 0,217. Året efter var slaggenomsnittet 0,155 och sista säsongen för Rangers var det 0,235.
Sammanlagt för Rangers hade Teagarden 16 homeruns och 49 RBI:s med ett slaggenomsnitt på 0,220 på 118 matcher.

#### Baltimore Orioles
I december 2011 byttes Teagarden bort till Baltimore Orioles i utbyte mot två spelare. Han fick bara spela 22 matcher för Orioles 2012 med två homeruns och nio RBI:s och ett slaggenomsnitt på 0,158.
I slutet av april 2013 skadade Teagarden ena tummen efter att ha träffats av en boll och placerades på skadelistan. Han gjorde comeback i början av juni. Efter att ha presterat dåligt 2013 med ett slaggenomsnitt på 0,167, två homeruns och fem RBI:s på 23 matcher blev Teagarden i början av september uppsagd av Orioles. Efter säsongen blev han free agent.
Sammanlagt för Orioles hade Teagarden fyra homeruns och 14 RBI:s med ett slaggenomsnitt på 0,162 på 45 matcher.

#### New York Mets
I januari 2014 skrev Teagarden på ett minor league-kontrakt med New York Mets och bjöds in till klubbens försäsongsträning. Han lyckades dock inte ta en plats i Mets spelartrupp utan skickades till klubbens högsta farmarklubb Las Vegas 51s i Pacific Coast League (AAA). I början av juni kallades han upp till Mets då Mets ordinarie catcher Travis d'Arnaud hade spelat så dåligt att han skickades ned till Las Vegas för att komma i form. Fram till dess hade Teagarden spelat 34 matcher för Las Vegas med ett slaggenomsnitt på 0,279, åtta homeruns och 19 RBI:s. I sin första match för Mets slog han en grand slam homerun. I samband med att d'Arnaud kallades tillbaka till Mets i slutet av juni placerades Teagarden på skadelistan med en sträckning i vänster lårs baksida. För Mets hade han då spelat nio matcher med ett slaggenomsnitt på 0,143, en homerun och fem RBI:s. Resten av säsongen tillbringade han i farmarligorna och efter säsongen blev han free agent.

#### Chicago Cubs

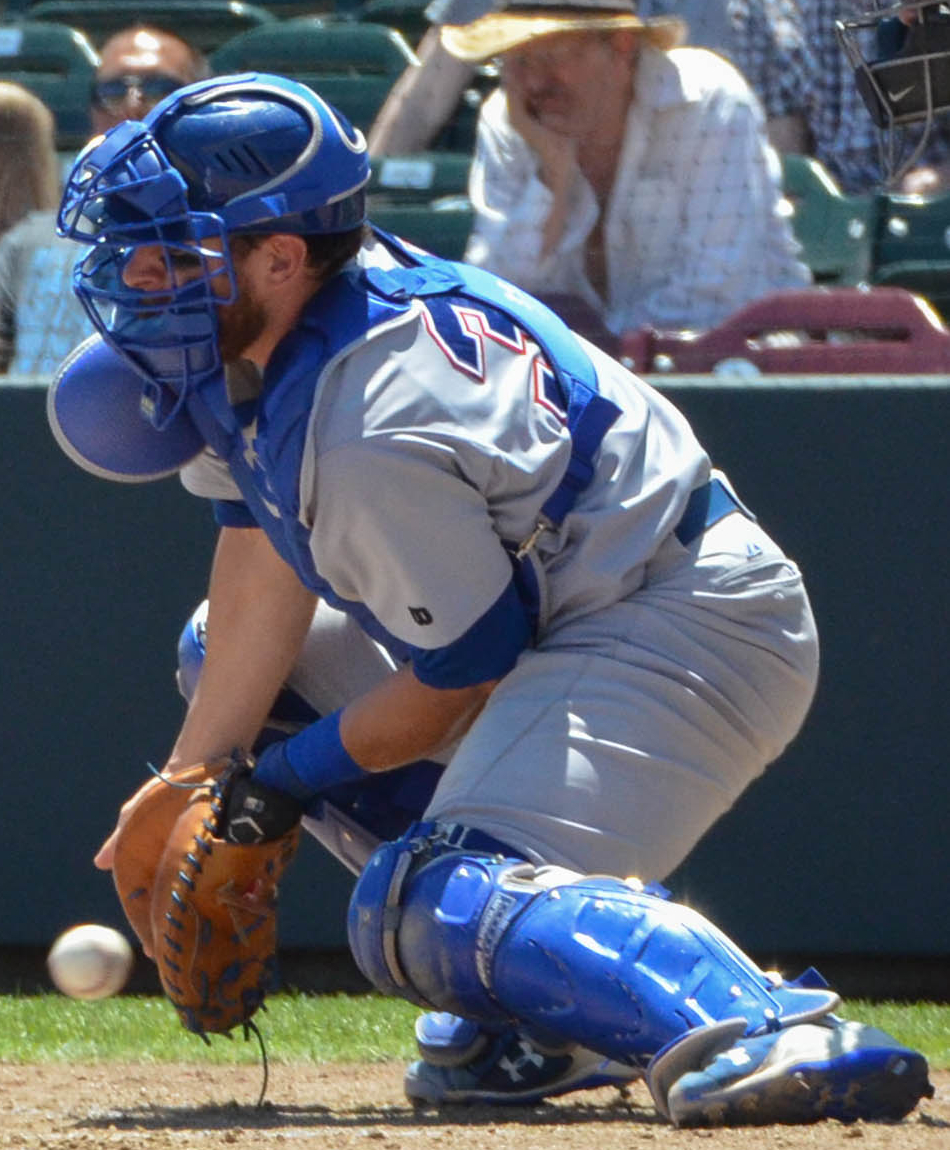
Teagarden i farmarklubben Iowa Cubs dräkt 2015.

Inför säsongen 2015 skrev Teagarden på ett minor league-kontrakt med Chicago Cubs och bjöds in till Cubs försäsongsträning. Han fick dock inleda säsongen för Cubs högsta farmarklubb Iowa Cubs i Pacific Coast League. I början av juli kallades han upp till Chicago på grund av en skada på en annan catcher, men efter en månad, då han spelat åtta matcher med ett slaggenomsnitt på 0,200, inga homeruns och två RBI:s, skickades han tillbaka ned till Iowa. Han spelade för Iowa resten av säsongen och blev sedan free agent.

#### Dopning
I december 2015 pekades Teagarden, tillsammans med andra spelare i MLB och National Football League (NFL), i en dokumentär av tv-kanalen al-Jazira ut för att ha använt dopningsmedel under de närmast föregående åren. Teagarden berättade själv i en inspelning som gjorts utan hans vetskap att han dopat sig. I april 2016 stängdes han av i 80 matcher av MLB för dopning och Teagarden spelade aldrig någon mer match som proffs.

### Internationellt
Teagarden tog brons för USA vid olympiska sommarspelen 2008 i Peking. Han spelade fem matcher och hade tre hits på 16 at bats (0,188), inga homeruns och fyra RBI:s.